# Coregonus sardinella
Coregonus sardinella là một loài thuộc chi Cá hồi trắng, họ Cá hồi. Loài này sinh sống ở Bắc Mỹ.
Chúng sinh sống ở vùng ngọt và nước lợ ở sông, cửa sông và vùng nước ven biển của các vùng biển cận biên của các lưu vực Bắc Cực, và một số hồ lớn trong những khu vực này.